# Съюз на трите нации
Съюзът на трите нации (на латински: Unio Trium Nationum), или още Съюзът на трите народа и Триединният съюз е обединение на три католически нации (унгарци, германци /трансилвански немци, по-известни в България като саси/ и секеи), за упражняване на управлението и контрола върху политическия и икономически живот в средновековното княжество Трансилвания, чието съюзно съществуване продължава до самия край на Австро-Унгария през 1918 г.

## Предистория
В края на Първото българско царство, с образуването на Кралство Унгария, територията на Седмиградско е включено в състава на маджарската държава. През XII-XIII век унгарските власти ангажират за разработването на рудниците в района саксонски миньори със семействата си, повечето от които се установяват в градовете на Трансилвания, където мнозинството от населението се занимава с разнос и търговия.

## Образуване
Дори когато Трансилвания е формално извън унгарска власт, като формално подчинена на Австрийската Хабсбургска империя (по-късно Цислейтания), по правило унгарското благородническо съсловие остава безпрепятствено да упражнява властта на територията ѝ. Етническото и езиково многообразие на областта следва и се поддържа от религията, и тъй като унгарците и секеите изповядват католицизма, а германците – католицизма и лутеранството, влашката аристокрация е принудена да се присъедини към налаганото униатство в областта. Румънските селяни остават верни на православието, въпреки че има редица румънци, преминали към униатството.

## Развитие
През 40-те години на XIX век в Трансилвания живеят около 1,3 милиона румънци (60% от населението), 0,6 милиона унгарци (28%) и 0,2 милиона германци (10%), без да се броят останалите цигани, евреи, русини и т.н. Католическото обединение в областта спомага за по-лесното упражняване на централната власт, понеже Трансилвания е етнически многообразна. След Наполеоновите войни с възникналата идеология на национализма, централното австрийско правителство започва да прокарва политика на латинизиране на румънците, която се способства от т.нар. Трансилванска школа, имаща за цел „отново да латинизира“ православните румънци, използващи румънската кирилица.
Тази политика, подпомагана и от съюза на трите нации, има за цел да парира претенциите на Дунавските княжества (Княжество Влахия и Княжество Молдова) към румънската общност в Трансилвания. Ползвайки трансилванските румънци за свои цели, управляващите във Виена дават на румънските си поданици права и статут на нещо като четвърта нация в този съюз, успявайки по този начин и с помощта на Франция да латинизират цялата румънска територия до края на XIX век, включвайки обединена Румъния към Тройния съюз.